# WEI
Wei (em coreano: 위 아이; pronunciado como We-I, estilizado como WEi) é um boy group sul-coreano de seis membros formado pela Oui Entertainment. O grupo consiste em Jang Dae-hyeon, Kim Dong-han, Yoo Yong-ha, Kim Yo-han, Kang Seok-hwa e Kim Jun-seo. O grupo fez sua estreia em 5 de outubro de 2020, com seu primeiro EP intitulado "Identity: First Sight".

## História

### Pré-estréia
Daehyeon e Donghan eram participantes do reality show de sobrevivência Produce 101 Season 2. Donghan terminou em 29º lugar e Daehyeon em 83º lugar. Após o show, Donghan estreou no JBJ, enquanto Daehyeon estreou no Rainz. Ambos os grupos estiveram ativos por um período de tempo e cada um eventualmente se separou em 2018. Donghan e Daehyeon fizeram suas estréias solo em junho de 2018 e julho de 2019, respectivamente.
Seokhwa era um competidor na YG's Treasure Box, mas não entrou na programação de estreia final do programa.
Yongha e Junseo foram competidores em Under Nineteen e ambos se tornaram membros da escalação de estreia, terminando em 6º e 9º lugares, respectivamente. Eles estrearam como membros do 1the9 em 13 de abril de 2019 e se separaram oficialmente como um grupo em 8 de agosto de 2020.
Em maio de 2019, apesar de o primeiro ter apenas três meses de treinamento antes, Yohan e Seokhwa participaram do programa de sobrevivência à realidade, Produce X 101 da Mnet. Na época, Yohan representou a Oui Entertainment enquanto Seokhwa competia como um trainee individual. Seokhwa terminou em 35º lugar e foi eliminado. Yohan terminou em 1º lugar e estreou como membro e o centro do X1 em 27 de agosto de 2019. No entanto, o X1 teve seu disband em 6 de janeiro de 2020 devido à investigação de manipulação de voto da Mnet.

### 2020 – presente: Estreia comIdentity: First SighteIdentity: Challenge
O grupo foi anunciado em maio de 2020 pela Oui Entertainment, por meio de vídeos de perfis individuais, sob o nome temporário OUIBOYS. O nome do grupo foi mais tarde anunciado como WEi. Eles estrearam com seu primeiro EP "Identity: First Sight" em 5 de outubro de 2020 com o single "Twilight".
Em 24 de fevereiro de 2021, WEi retornará com seu segundo EP Identity: Challenge e seu primeiro single "All Or Nothing" (모 아님 도).

## Membros
Adaptado de seu perfil na Naver e perfil do site.
- Daehyeon (대현), nascido como Jang Dae-hyeon (장대현) em 11 de Fevereiro de 1997 – Líder e Rapper Principal
- Donghan (동한), nascido como Kim Dong-han (김동한) em 3 de Julho de 1998 – Vocalista Líder e Dançarino Principal
- Yongha (용하), nascido como Yoo Yong-ha (유용하) em 11 de Fevereiro de 1999 – Rapper Líder e Vocalista de Apoio
- Yohan (요한), nascido como Kim Yo-han (김요한) em 22 de setembro de 1999 – Rapper Líder, Vocalista Líder e Centro
- Seokhwa (석화), nascido como Kang Seok-hwa (강석화) em 1 de Dezembro de 2000 – Vocalista Principal
- Junseo (준서), nascido como Kim Jun-seo (김준서) em 20 de Novembro de 2001 – Vocalista de Apoio, Dançarino Líder e Maknae

## Discografia

### Extended plays
| Titulo                                                                                    | Detalhes | Posições de gráfico de pico | Vendas        |
| Titulo                                                                                    | Detalhes | KOR                         | Vendas        |
| ----------------------------------------------------------------------------------------- | --- | --------------------------- | ------------- |
| Identity: First Sight                                                                     | - Lançamento: 5 de outubro de 2020 - Gravadora: Oui, Kakao M - Formatos: CD, Download digital Track listing 1. Twilight 2. Doremifa 3. Timeless (꼬리별) 4. Hug You (안고 싶어) 5. Fuze (도화선) (Prod. by Jang Dae-hyeon)      | 3                           | - KOR: 67,501 |
| Identity: Challenge                                                                       | - Lançado: 24 de fevereiro de 2021 - Gravadora: Oui, Kakao M - Formatos: CD, Download digital Track listing 1. All or Nothing (모 아님 도) (Prod. by Jang Dae-hyeon) 2. Breathing 3. Dancing In The Dark 4. Diffuser 5. 겨울,꽃 | —                           | ASA           |
| "—" denota lançamentos que não entraram nas paradas ou não foram lançados naquela região. | |                             |               |

### Singles
| "Twilight"                                                                                | 2020 | — | Identity: First Sight |
| "All or Nothing" (모 아님 도)                                                             | 2021 | — | Identity: Challenge   |
| "—" denota lançamentos que não entraram nas paradas ou não foram lançados naquela região. |      |   |                       |

## Prêmios e indicações
| Cerimônia de premiação   | Ano  | Categoria                         | Indicado(s)/trabalho(s) | Resultado | Ref.   |
| ------------------------ | ---- | --------------------------------- | ----------------------- | --------- | ------ |
| APAN Music Awards        | 2020 | APAN Choice New K-Pop Icon        | WEi                     | Venceu    | [ 23 ] |
| Gaon Chart Music Awards  | 2021 | New Artist of the Year - Physical | Identity : First Sight  | Indicado  | [ 24 ] |
| Golden Disc Awards       | 2021 | Rookie Artist of the Year         | WEi                     | Indicado  | [ 25 ] |
| Korea First Brand Awards | 2020 | New Male Artist Award             | WEi                     | Indicado  | [ 26 ] |
| Mnet Asian Music Awards  | 2020 | Best New Male Artist              | WEi                     | Indicado  | [ 27 ] |
| Mnet Asian Music Awards  | 2020 | Artist of the Year                | WEi                     | Indicado  | [ 27 ] |
| Mnet Asian Music Awards  | 2020 | Worldwide Icon of the Year        | WEi                     | Indicado  | [ 27 ] |
| Seoul Music Awards       | 2021 | Rookie of the Year                | WEi                     | Indicado  | [ 28 ] |
| Seoul Music Awards       | 2021 | K-wave Popularity Award           | WEi                     | Indicado  | [ 28 ] |
| Seoul Music Awards       | 2021 | Popularity Award                  | WEi                     | Indicado  | [ 28 ] |